# State Parks in Tennessee
Dies ist die Liste der State Parks im US-Bundesstaat Tennessee.
- Bicentennial Mall State Park
- Big Cypress Tree State Park
- Big Hill Pond State Park
- Big Ridge State Park
- Bledsoe Creek State Park
- Booker T. Washington State Park
- Burgess Falls State Park
- Cedars of Lebanon State Park
- Chickasaw State Park

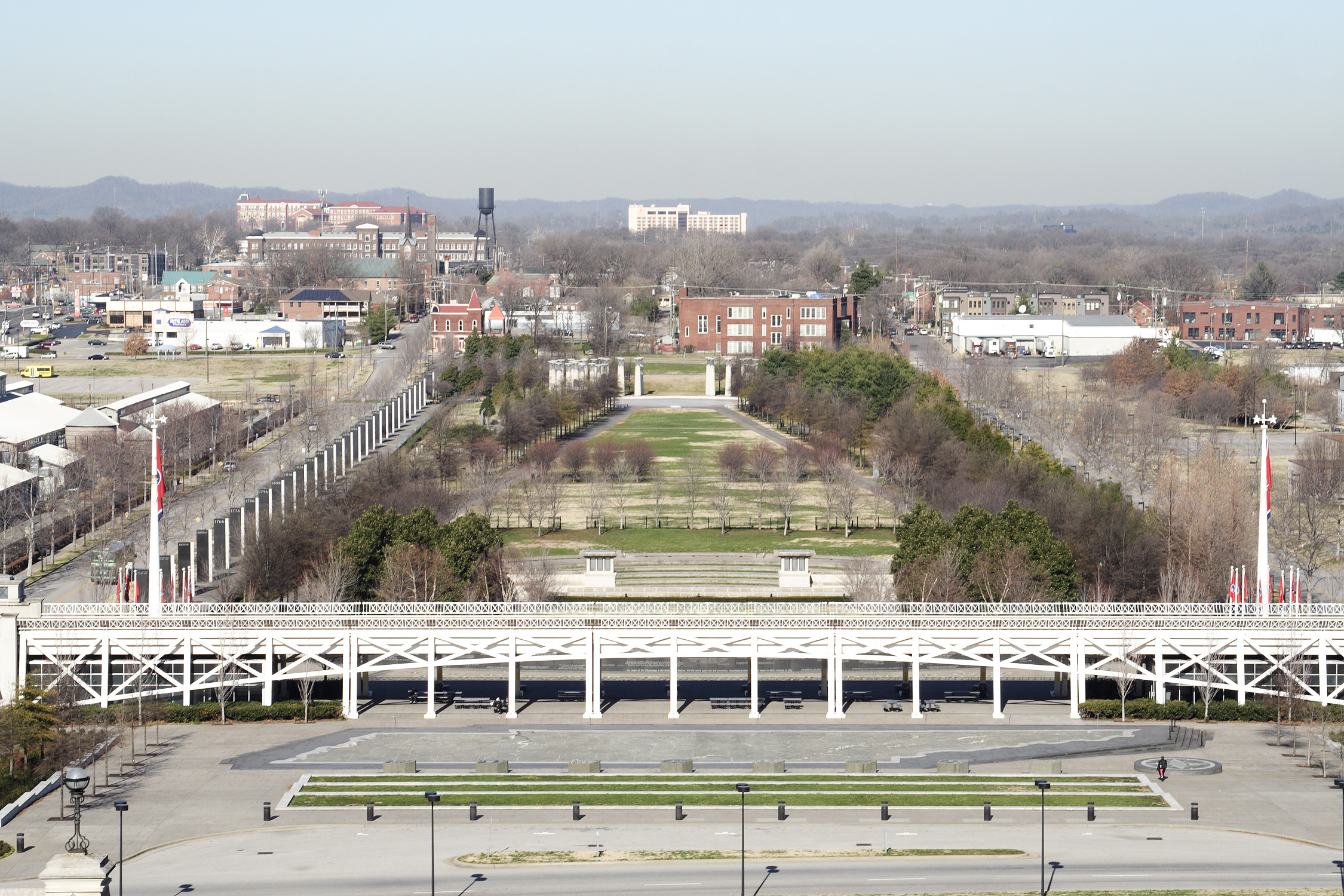
Bicentennial Mall State Park

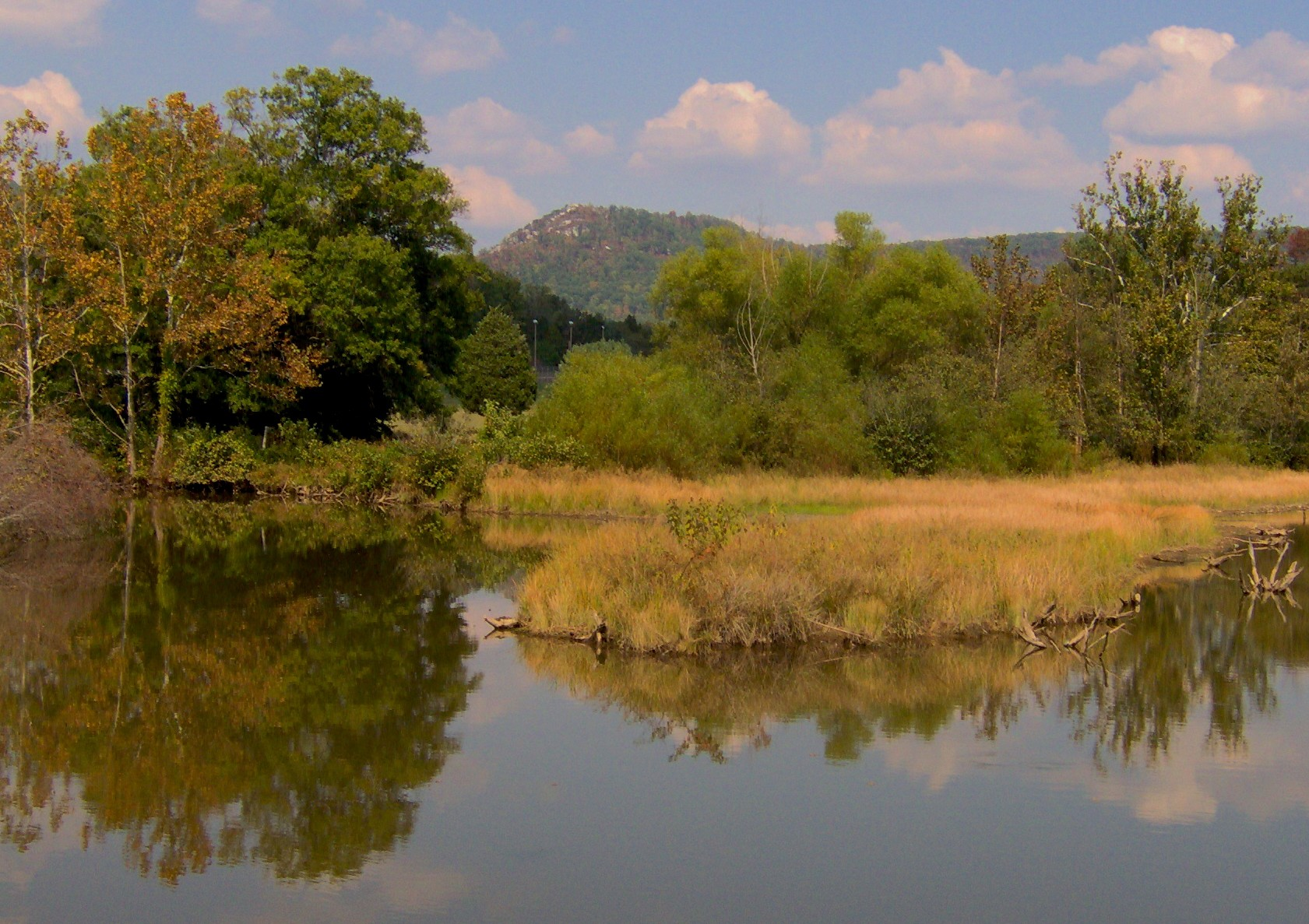
Cove Lake State Park

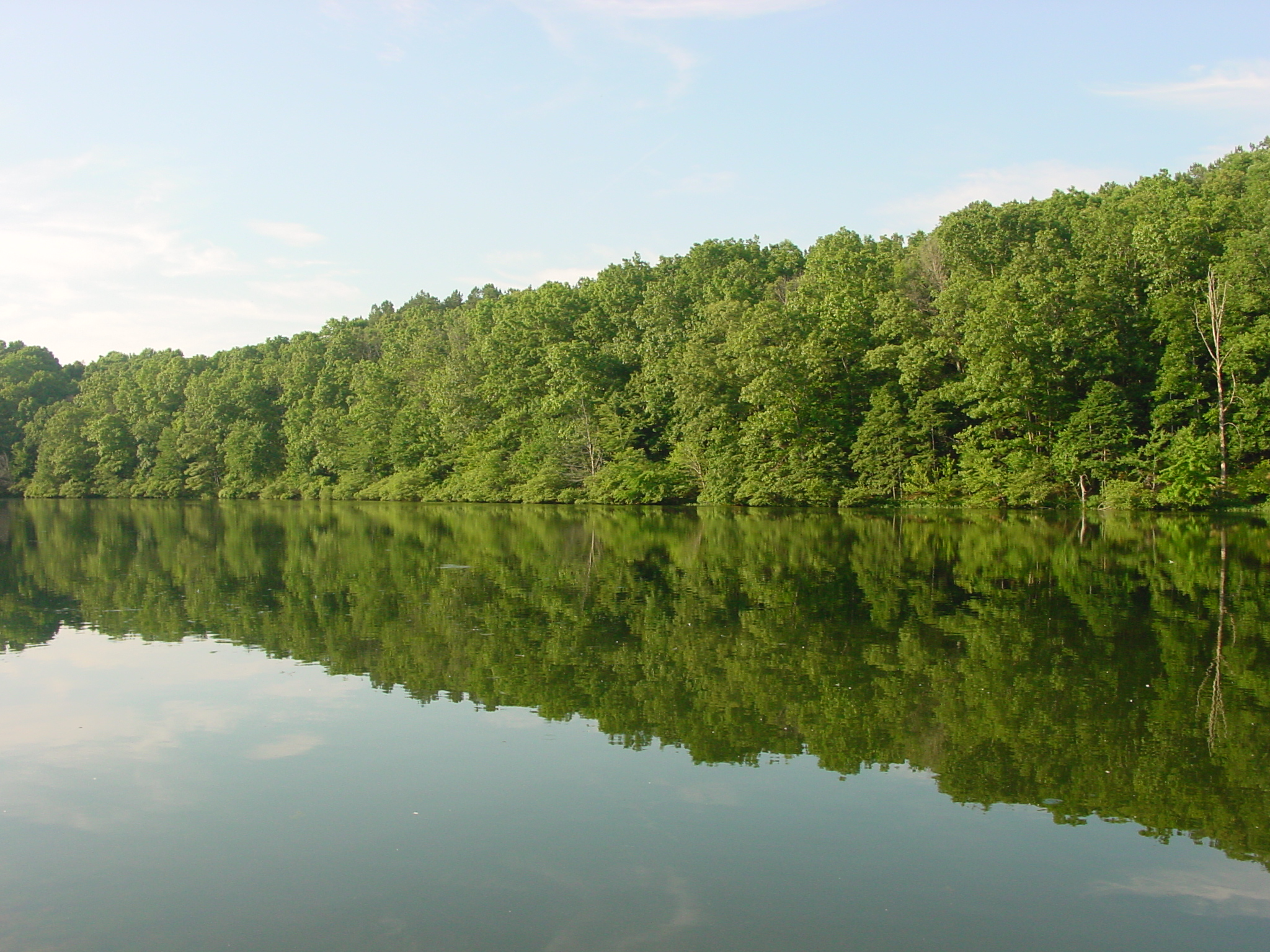
David Crockett State Park

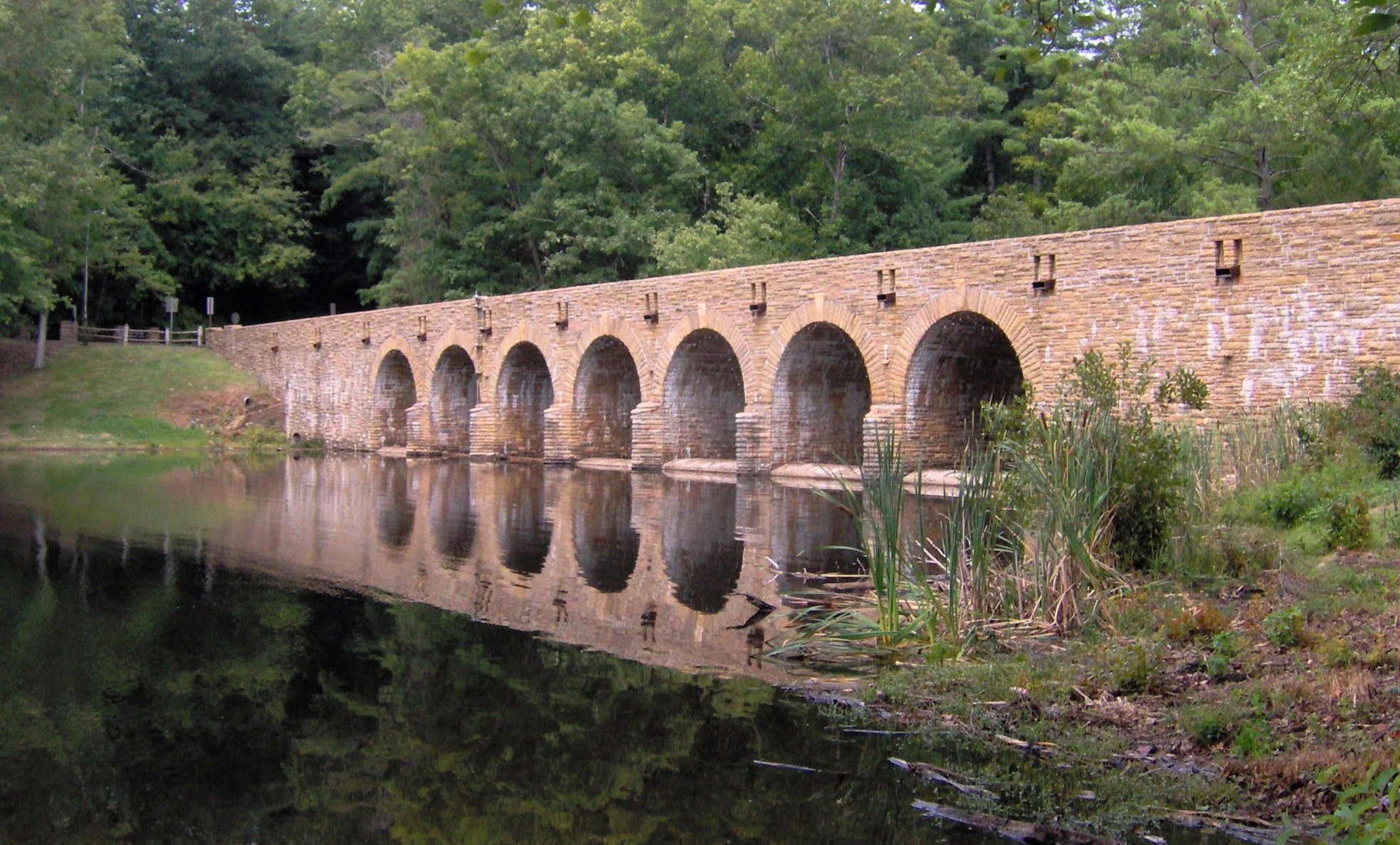
Cumberland Mountain State Park

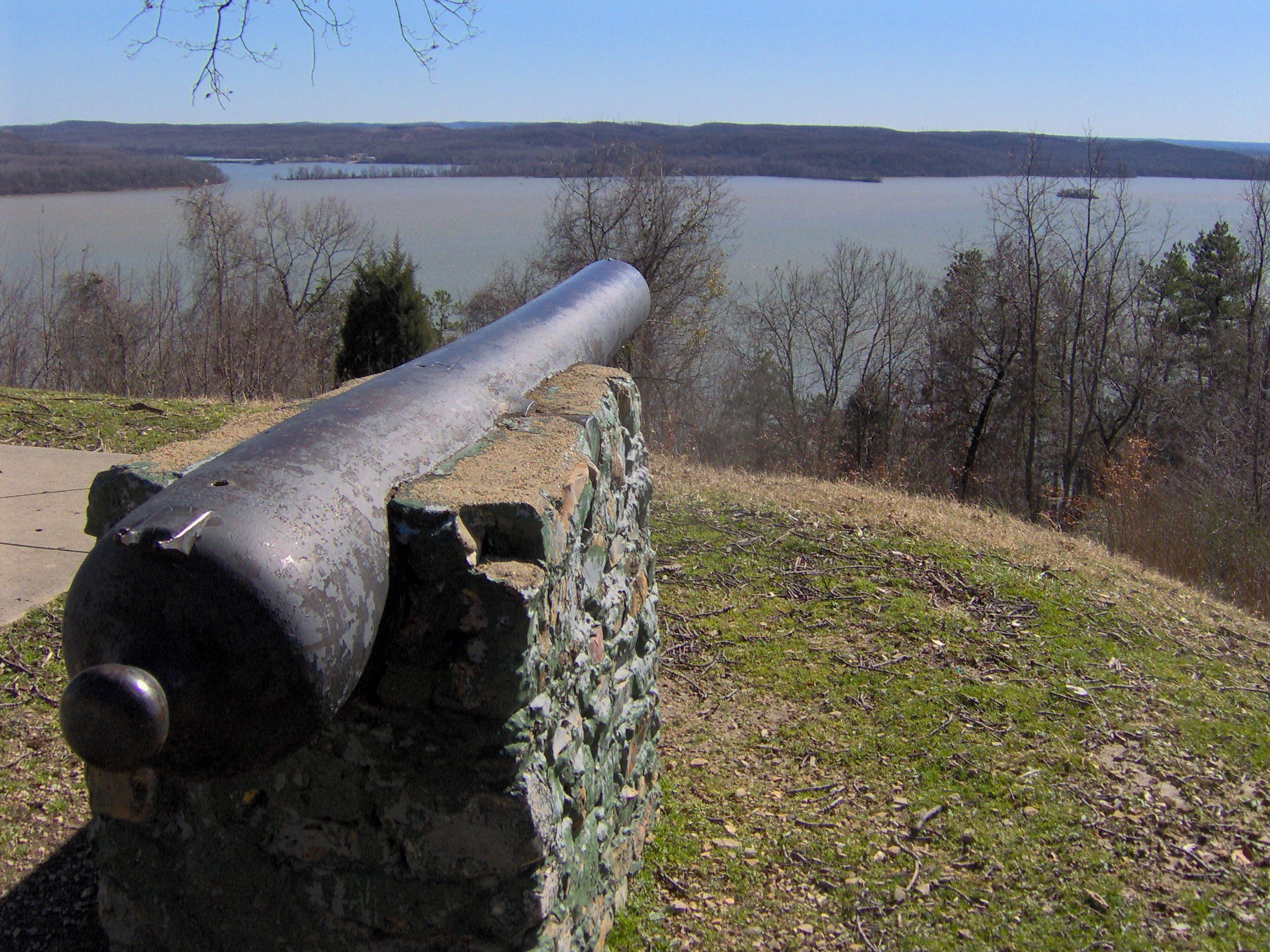
Nathan Bedford Forest State Park

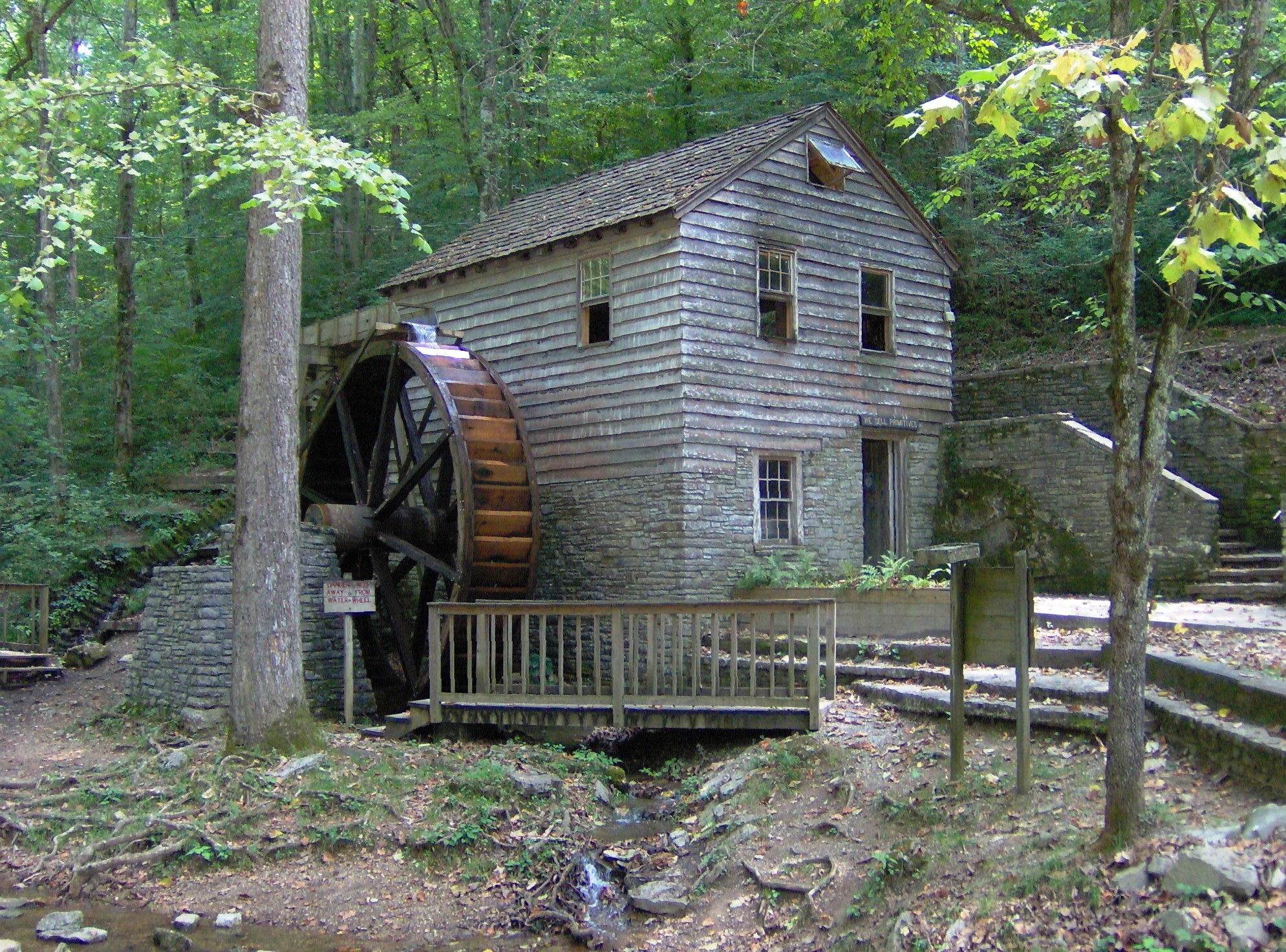
Norris Dam State Park

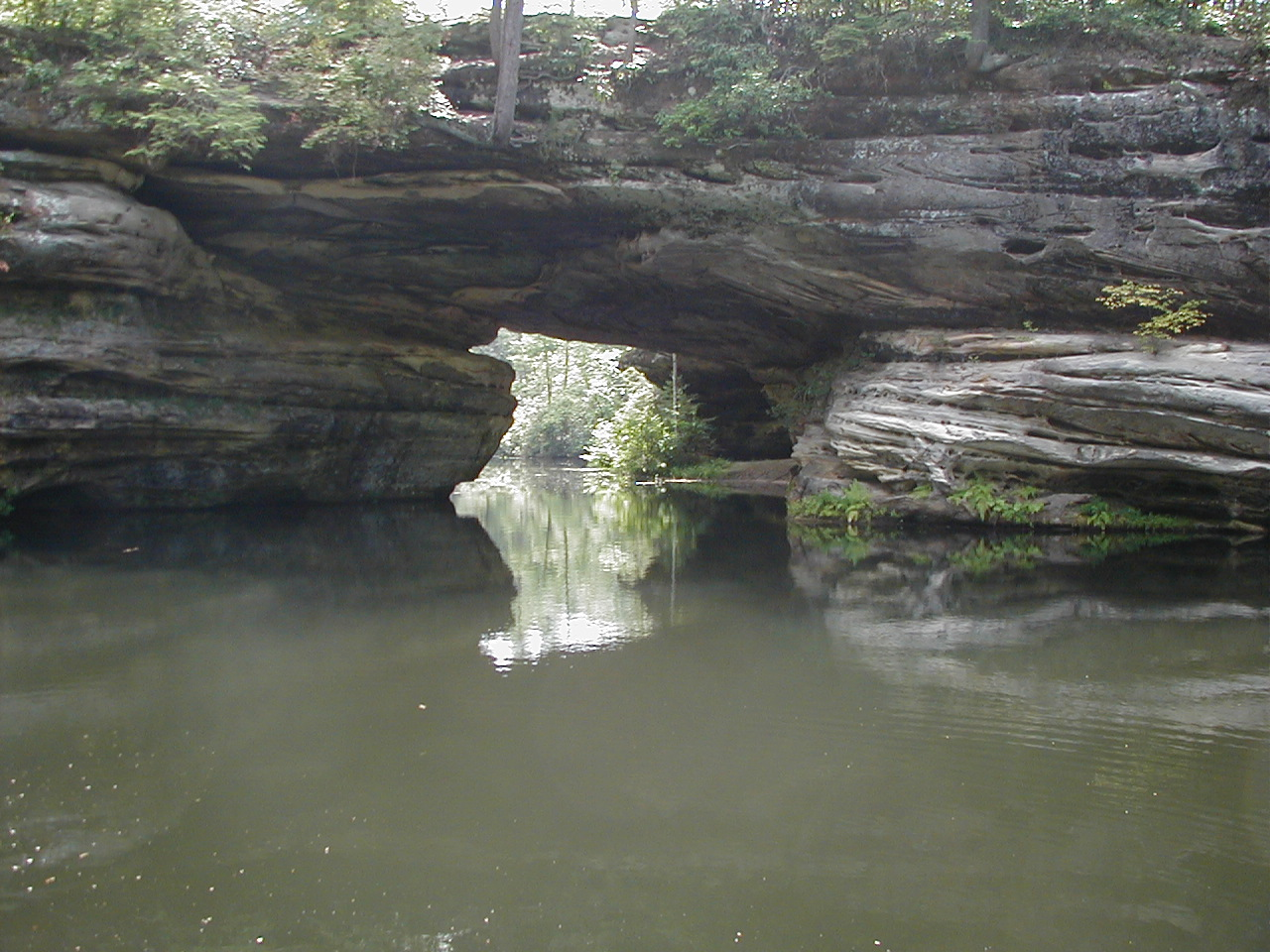
Pickett State Park

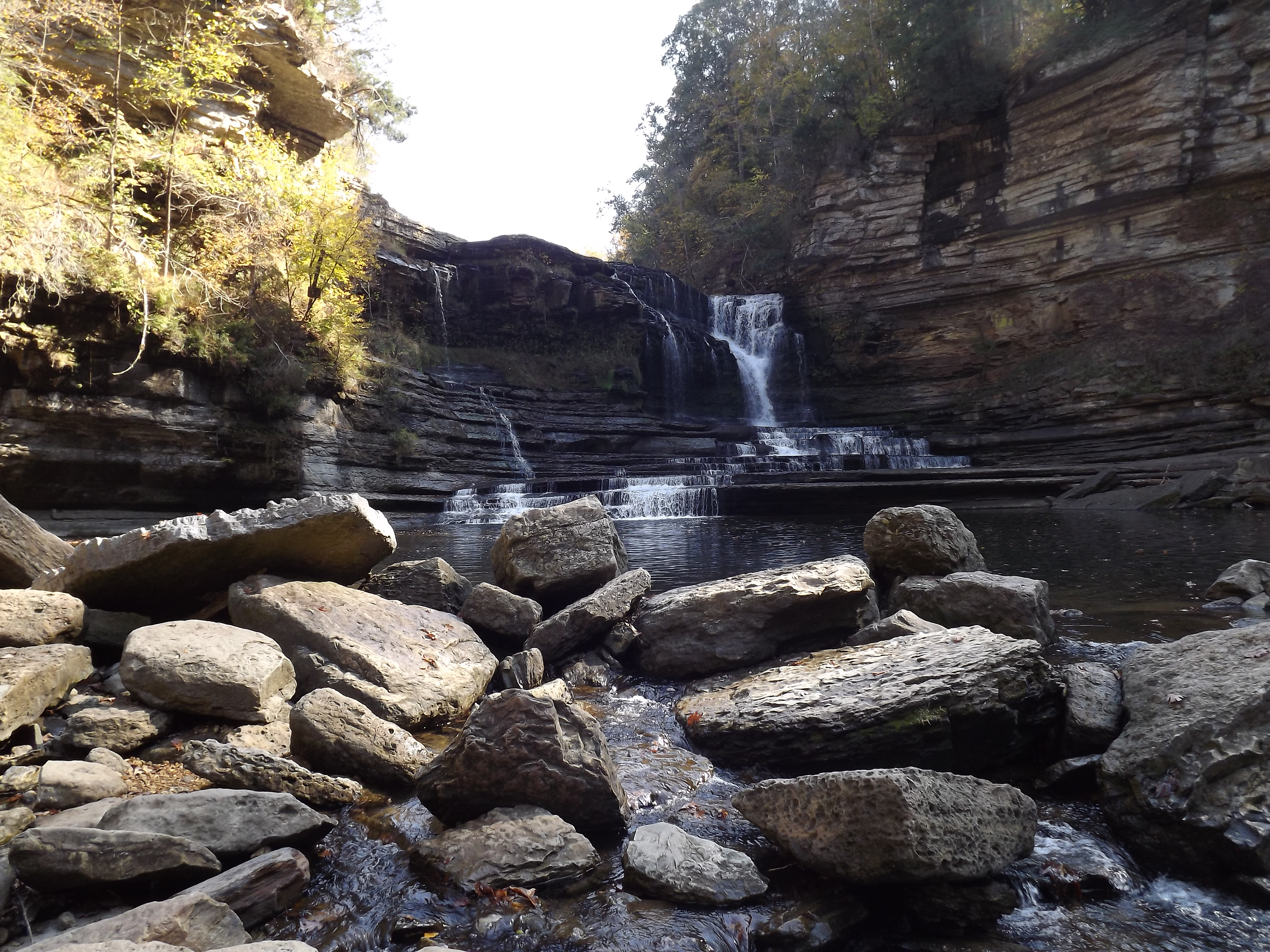
Wasserfall im Cummins Falls State Park bei Cookeville

- Cordell Hull Birthplace State Park
- Cove Lake State Park
- Cumberland Mountain State Park
- Cummins Falls State Park
- David Crockett State Park
- Davy Crockett Birthplace State Park
- Dunbar Cave State Park
- Edgar Evins State Park
- Fall Creek Falls State Park
- Fort Loudoun State Park
- Fort Pillow State Park
- Frozen Head State Park
- Harpeth River State Park
- Henry Horton State Park
- Harrison Bay State Park
- Hiwassee/Ocoee Scenic River State Park
- House Mountain State Park
- Indian Mountain State Park
- Johnsonville State Historic Park
- Justin P. Wilson Cumberland Trail State Park
- Long Hunter State Park
- Meeman-Shelby Forest State Park
- Montgomery Bell State Park
- Mousetail Landing State Park
- Nathan Bedford Forest State Park
- Natchez Trace State Park
- Norris Dam State Park
- Old Stone Fort State Archaeological Park
- Panther Creek State Park
- Paris Landing State Park
- Pickett State Park
- Pickwick Landing State Park
- Pinson Mounds State Park
- Port Royal State Park
- Radnor Lake State Park
- Red Clay State Park
- Reelfoot Lake State Park
- Roan Mountain State Park
- Rock Island State Park
- Sgt. Alvin C. York State Park
- South Cumberland State Park
- Standing Stone State Park
- Sycamore Shoals State Historic Area
- Tims Ford State Park
- T.O. Fuller State Park
- Virgin Falls State Park
- Warriors’ Path State Park

## Ehemalige State Parks
- Ross Creek Landing